# Partido de Unión Nacional (Estados Unidos)
El Partido de la Unión Nacional fue el nombre temporal que utilizó el Partido Republicano de Estados Unidos, así como elementos de otros partidos, en las elecciones presidenciales de 1864, que se llevaron a cabo en los estados del Norte durante la guerra civil estadounidense. En su mayoría, los partidos republicanos estatales no cambiaron de nombre. El nombre temporal se utilizó para atraer a los llamados "demócratas de guerra" (o "pro-guerra", la escisión del Partido Demócrata que apoyaba el esfuerzo bélico de Lincoln), así como a los estados fronterizos, a los miembros del Partido de Unión Incondicional y a los miembros del Partido Unionista que nunca habrían votado por el Partido Republicano. El partido postuló al presidente republicano Abraham Lincoln y como vicepresidente al demócrata Andrew Johnson, quienes ganaron las elecciones por una gran mayoría.

## Establecimiento
El Partido de la Unión Nacional se creó justo antes de las elecciones generales de noviembre de 1864, cuando la Guerra Civil aún estaba en curso. Una facción de republicanos radicales contrarios a Lincoln creía que éste era incompetente y no debía ser reelegido. Varios republicanos radicales formaron un partido llamado Partido de la Democracia Radical y unos cuantos cientos de delegados se reunieron en Cleveland a partir del 31 de mayo de 1864, eventualmente nominando a John C. Frémont, que también había sido el primer abanderado presidencial de los republicanos durante las elecciones presidenciales de 1856.

### Convención de Baltimore
Republicanos leales a Lincoln crearon un nuevo nombre para su partido en una convención en Baltimore, Maryland, durante la primera semana de junio de 1864, para dar cabida a los llamados "Demócratas de Guerra," facción del partido demócrata que apoyaba la guerra y deseaba separarse de los demócratas copperheads. Esta fue la razón principal por la que el demócrata de guerra Andrew Johnson fue escogido para ser el candidato a la vicepresidencia, ya que el entonces vicepresidente Hannibal Hamlin no fue nominado. Los unionistas nacionales que apoyaron las candidaturas de Lincoln y Johnson también esperaban que el nuevo partido enfatizara el carácter nacional de la guerra.
El presidente temporal de la convención, Robert Jefferson Breckinridge de Kentucky, explicó que podía apoyar a Lincoln en esta nueva candidatura por las siguientes razones: 

Como partido de la Unión, os seguiré hasta el fin del mundo y hasta las puertas de la muerte. Pero como partido de la abolición, como partido republicano, como partido whig, como partido demócrata, como un partido [ignorante] estadoudinense, no os seguiré ni medio metro.

El Partido de la Unión Nacional adoptó como plataforma los siguientes objetivos:

[C]ontinuar la guerra hasta que la Confederación se rinda incondicionalmente; una enmienda constitucional para la abolición de la esclavitud; ayuda a los veteranos discapacitados de la Unión; continuar con la neutralidad europea; aplicación de la Doctrina Monroe; fomentar la inmigración; y construir un ferrocarril transcontinental. También elogió el uso de tropas negras y el manejo de la guerra por parte de Lincoln.

La noticia de su nominación en la Convención de la Unión Nacional de 1864 provocó la famosa respuesta de Lincoln del 9 de junio de 1864: 

Estoy muy agradecido por la renovada confianza que se me ha otorgado, tanto por la convención como por la Liga [Unión] Nacional. No soy en lo más mínimo insensible al cumplido personal que hay en esto; sin embargo, no me permito creer que haya más que una pequeña parte de ello que deba ser tomada como un cumplido personal. La Convención y la nación, estoy seguro, están animadas por una visión más elevada de los intereses del país para el presente y el gran futuro, y la parte que tengo derecho a apropiarme como cumplido es solo la parte que puedo entender como la opinión de la Convención y de la Liga, de que no soy totalmente indigno de que se me confíe el lugar que he ocupado durante los últimos tres años. No me he permitido, señores, llegar a la conclusión de que soy el mejor hombre del país; pero recuerdo, a este respecto, la historia de un viejo granjero holandés, que comentó una vez a un compañero que "era mejor no cambiar de caballos al cruzar los arroyos."

En agosto de 1864, Lincoln escribió y firmó una promesa de que, si perdía las elecciones, derrotaría a la Confederación con un esfuerzo militar total antes de entregar la Casa Blanca: 

Esta mañana, como desde hace algunos días, parece muy probable que esta Administración no sea reelegida. Será entonces mi deber cooperar con el presidente electo para salvar la Unión entre la elección y la toma de posesión, ya que él habrá asegurado su elección sobre una base tal que no podrá salvarla después.

Lincoln no mostró este compromiso a su gabinete, pero les pidió que firmaran el sobre sellado. 

Candidato presidencial del Partido de la Unión Nacional de 1864, Abraham Lincoln
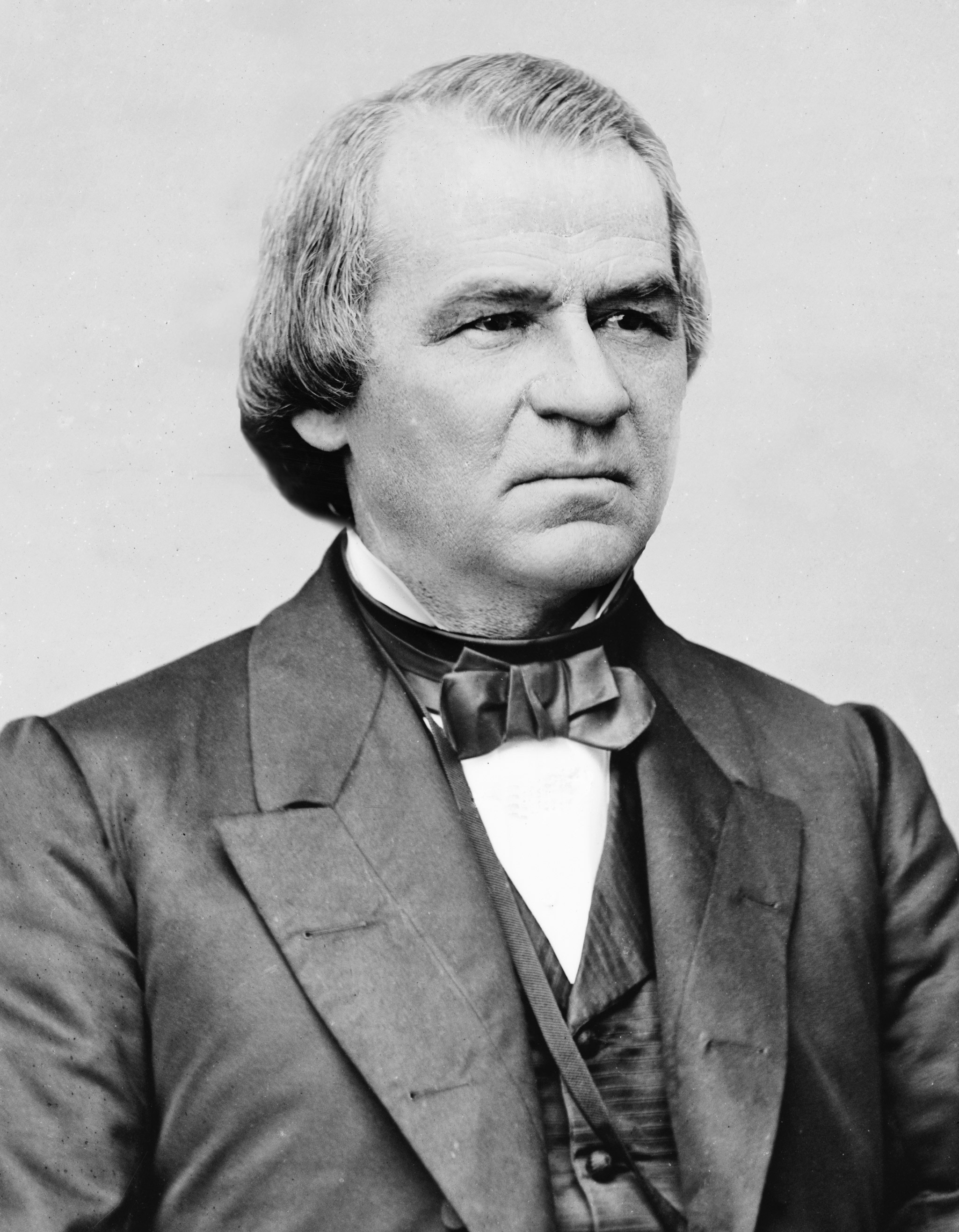
Candidato vicepresidencial del Partido de la Unión Nacional de 1864, Andrew Johnson